# AMD Am9080

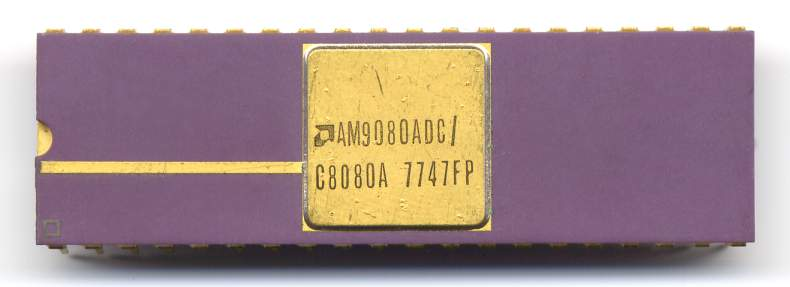
AMD Am9080.

Am9080은 AMD가 제조·생산한 바 있었던 중앙 처리 장치이다. 처음에는 인텔 8080을 허가 없이 복제한 복제품(clone)으로서 생산되었었다. 이후, AMD는 인텔과 계약을 맺고 라이선스 하에서 Am9080을 제조하였다.
Am9080의 최초의 버전은 1974년 4월 나왔다. 이 CPU는 메인 클럭 2 MHz 클럭에서 동작하였다.